# Jan Huygen van Linschoten

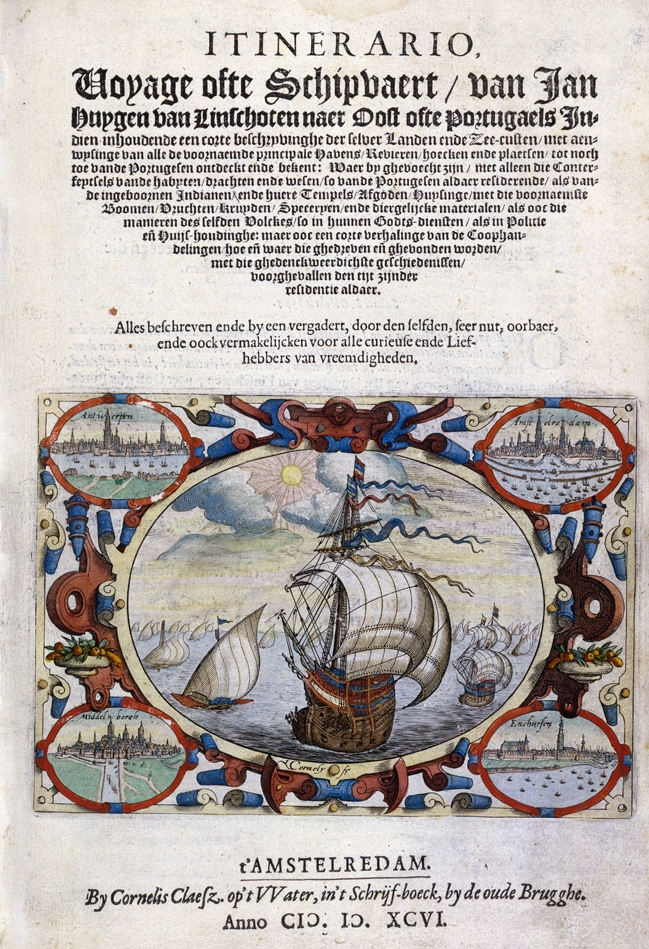
Página de rosto da edição princeps do Itinerario.

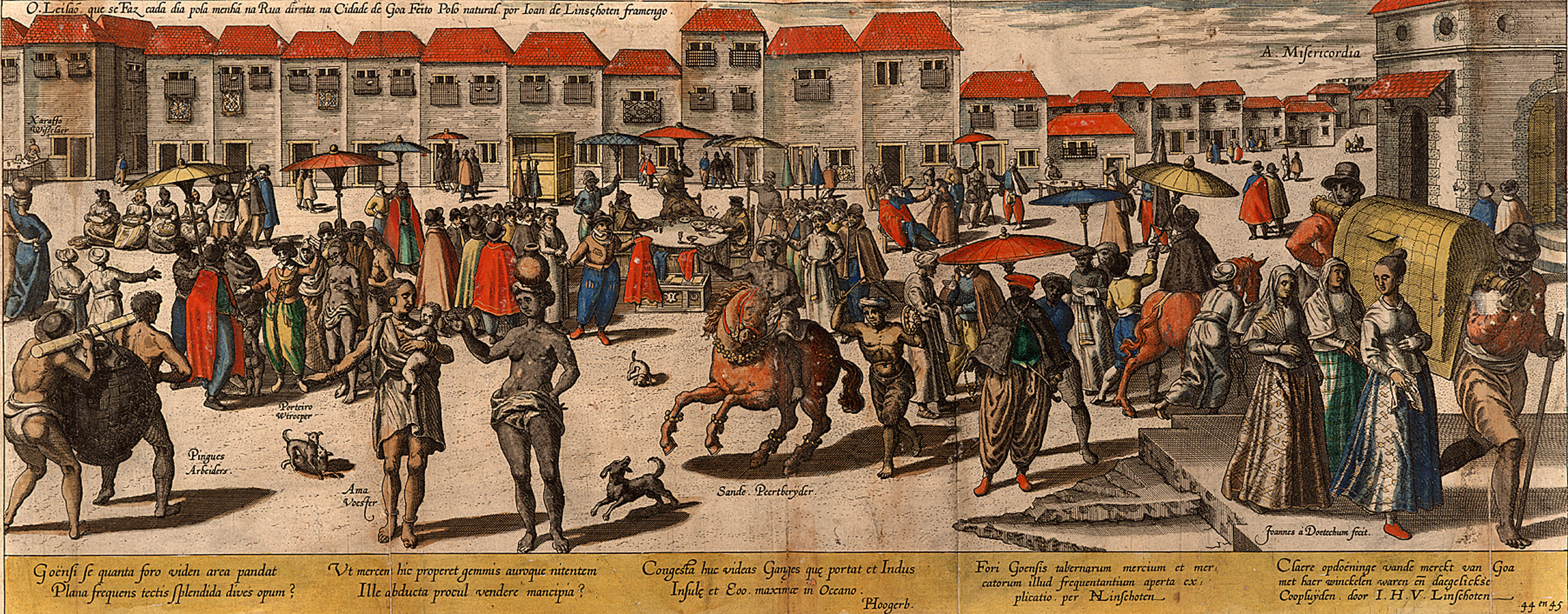
Gravura de Joannes van Doetecum do en no Itinerario

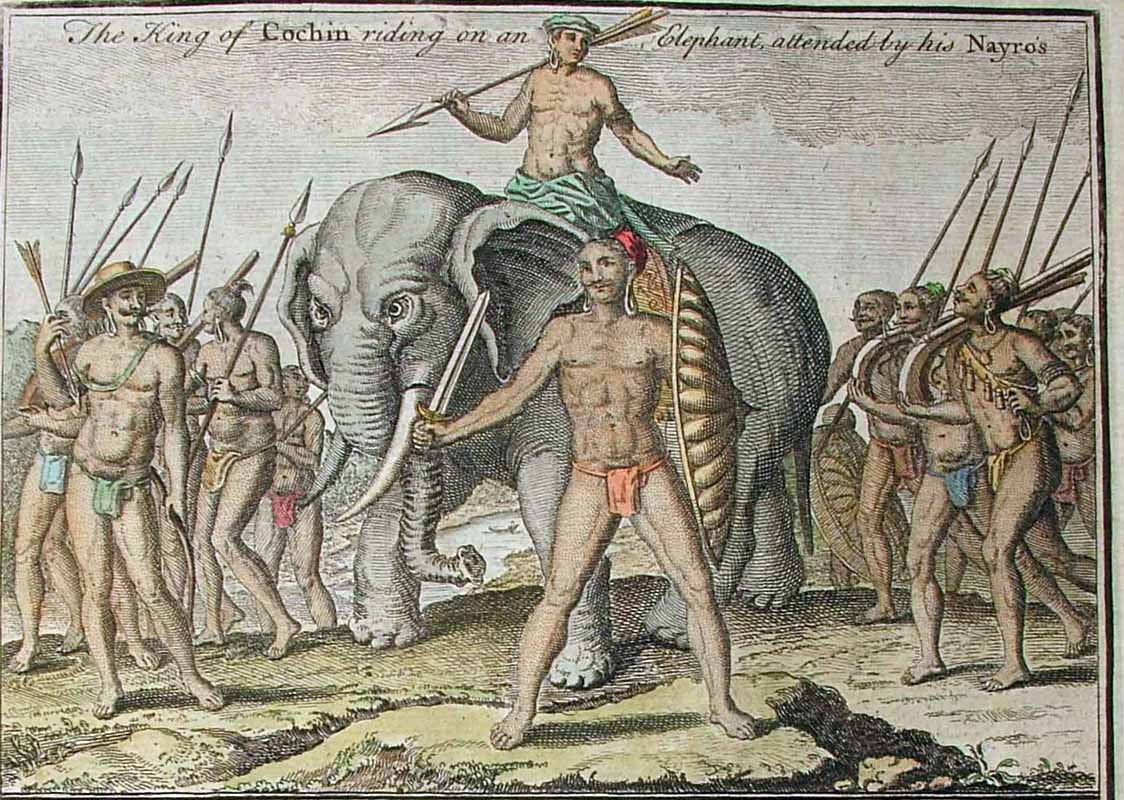
O rei de Cochim cavalgando um elefante com os seus pajens.

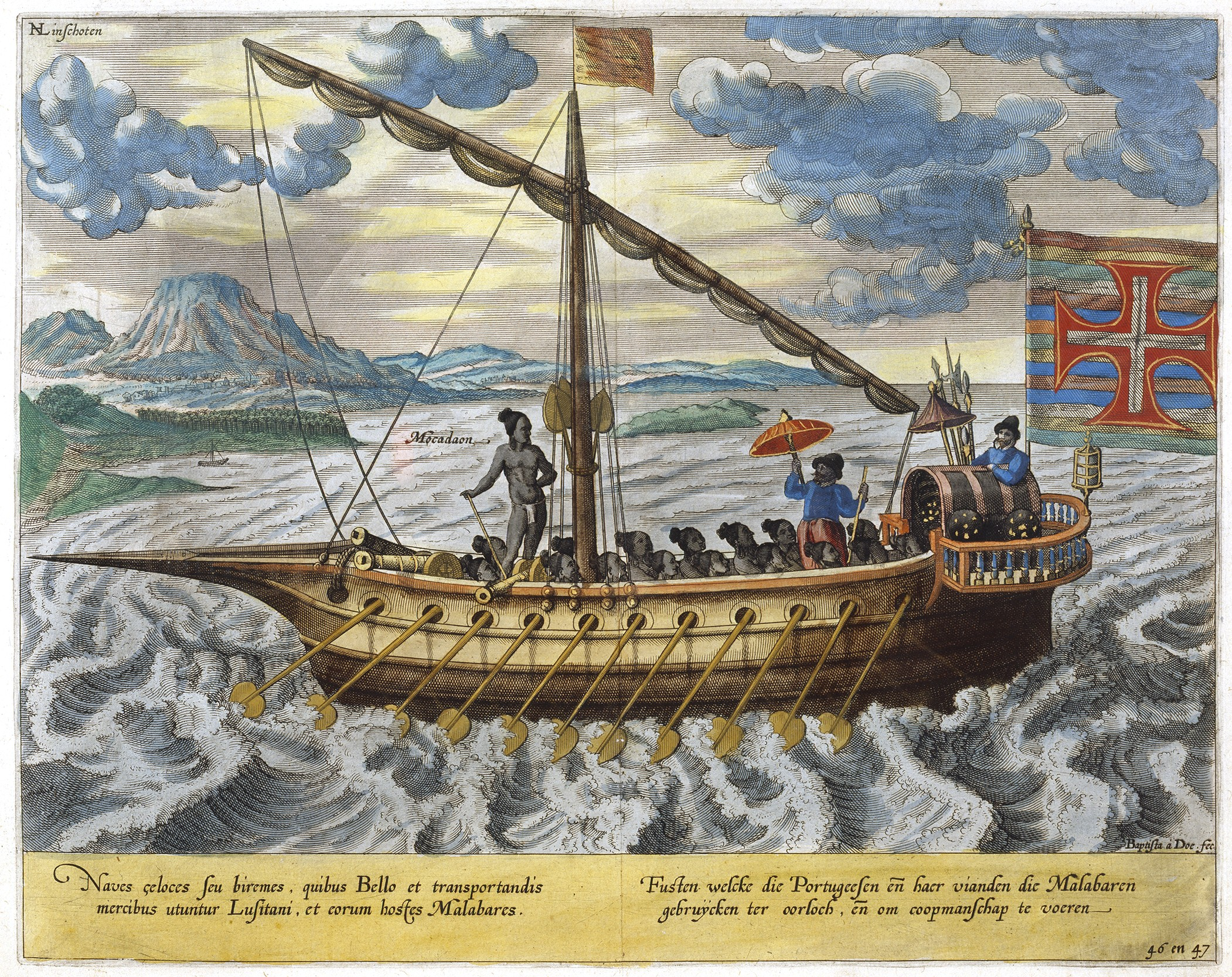
Fusta com pavilhão português (do Itinerario).

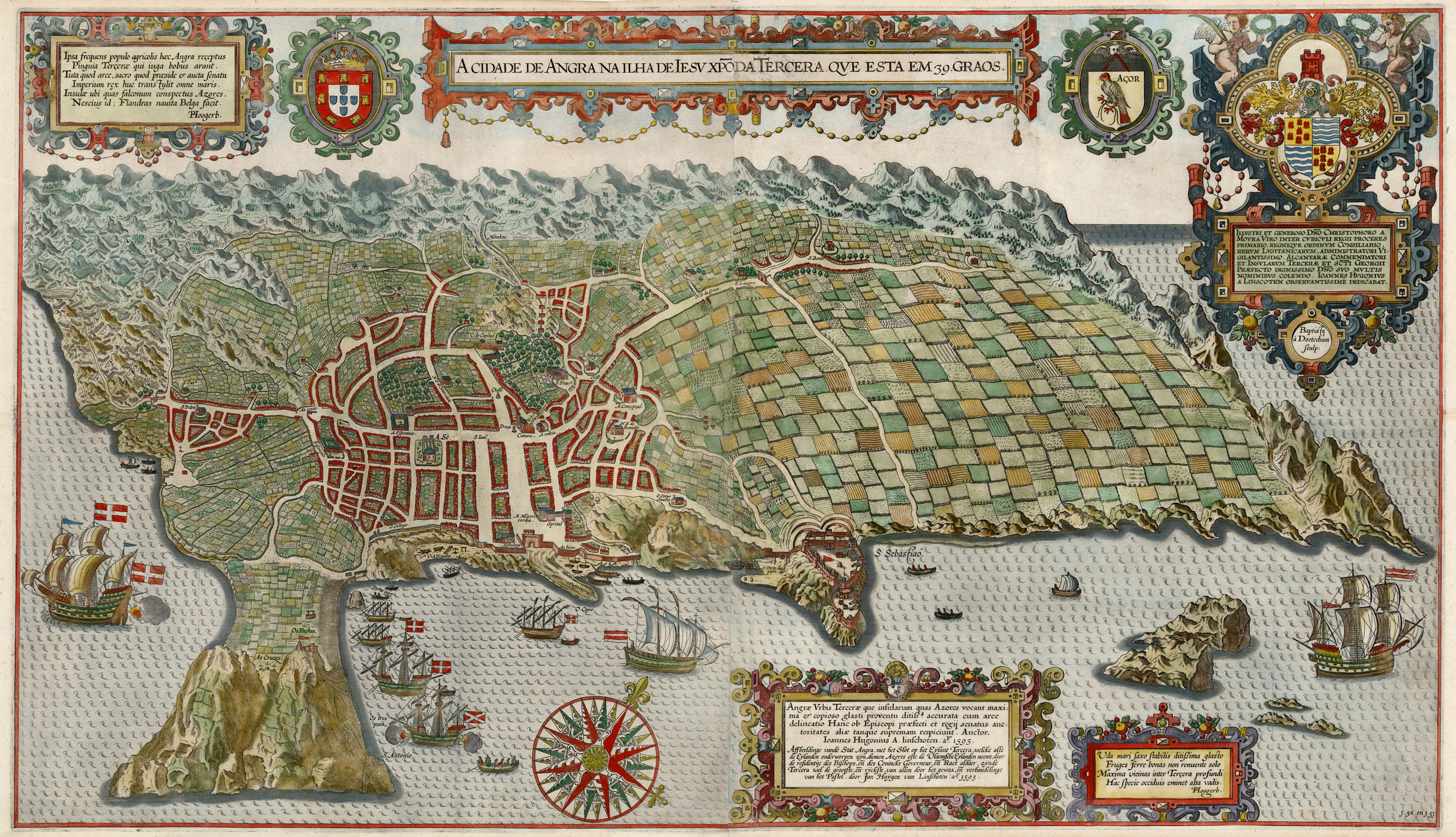
"A Cidade de Angra na Ilha de Iesu Xpo da Terceira Que Esta em 39 Graos" (gravura originalmente no Itinerario, aqui numa edição colorida à mão).

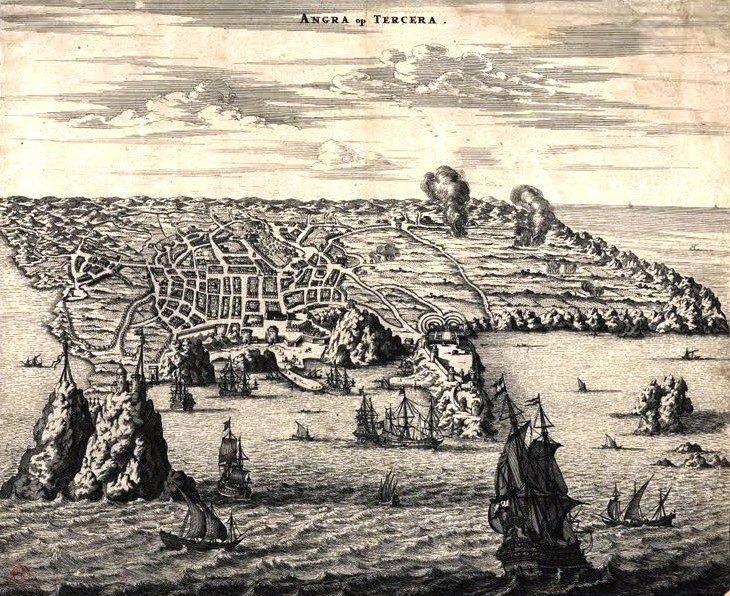
"Angra op Tercera", uma versão posterior do mapa.

Jan Huygen van Linschoten (Haarlem, 1563 – Enkhuizen, 8 de Fevereiro de 1611), por vezes grafado Jan Huijgen van Linschoten, foi um explorador e espião neerlandês que viajou extensamente pelas zonas de influência portuguesa na Ásia. Convivendo intimamente com mercadores e navegadores portugueses, Linschoten terá copiado mapas e obtido outras informações sobre a navegação e práticas mercantis daquela nação na Ásia, que permitiram a entrada dos seus compatriotas nas então denominadas Índias Orientais e, na senda destes, dos ingleses. O interesse despertado nos Países Baixos e na Inglaterra pelas informações de viajantes como Linschoten e Cornelis de Houtman, esteve na origem do movimento de expansão comercial para a Índia e sueste asiático que levou à fundação da Companhia Neerlandesa das Índias Orientais e da Companhia Britânica das Índias Orientais.

## Biografia
Jan Huygen é filho de um notário da cidade de Haarlem, mas, quando tinha 9 anos, a família muda-se para o porto de Enkhuizen na altura do cerco de Haarlem pelas tropas de Filipe II de Espanha. A adopção do apelido van Linschoten parece indicar que a sua família é originária da aldeia do mesmo nome, Linschoten, nos arredores de Utreque.
Parte para Espanha em Dezembro de 1576, com 16 anos de idade, para se juntar aos seus meio-irmãos Floris e Willelm Tin, que eram mercadores em Sevilha. Ali faz a sua aprendizagem nas artes do comércio internacional, acabando por se associar a mercadores portugueses e trabalhando entre Lisboa e Sevilha, actividade que manteve durante pelo menos seis anos. Para além de gosto por viagens, Jan Huygen era dotado para a aprendizagem das línguas.
Dificuldades no comércio, o desejo de aventura ou eventualmente uma missão de espionagem comercial a soldo de mercadores neerlandeses e flamengos, fizeram com que, apesar de originariamente protestante, aceitasse acompanhar, na qualidade de guarda-livros, o dominicano frei Vicente da Fonseca, nomeado arcebispo de Goa. Desse modo, integrado na comitiva do prelado, partiu para o Estado da Índia a 8 de Abril de 1583, chegando a Goa cinco meses depois, tendo feito as escalas usuais na ilha da Madeira, na Guiné, no cabo da Boa Esperança, em Madagáscar e na ilha de Moçambique.
Durante a sua estadia em Goa e nas suas viagens, Jan Huyghens teve acesso a mapas e a outras informações privilegiadas sobre o comércio e navegação dos portugueses no sueste asiático, utilizando a sua capacidade cartográfica e de desenho para copiar e desenhar novos mapas, produzindo um muito considerável acervo de informação náutica e mercantil. Algumas das cartas náuticas que copiou tinham sido mantidas cuidadosamente secretas por mais de um século.
A morte do arcebispo em 1587, durante uma viagem a Lisboa, fez com que Jan Huygen deixasse a Índia e regressasse à Europa. Partiu de Goa em Janeiro de 1589, como encarregado da pimenta a bordo do Santa Cruz escalando a ilha de Santa Helena em Maio daquele ano.
A viagem de regresso foi interrompida nos Açores, na altura da ilha do Corvo, quando o comboio de seis embarcações em que viajava (cinco da Índia e uma de Malaca), começou a ser perseguido por galeões corsários ingleses, forçando a que as embarcações portuguesas se dirigissem a Angra, na Terceira, em busca de refúgio. A 4 de agosto, entretanto, uma violenta tempestade abateu-se sobre a cidade e os navios ancorados na baía, vindo o galeão de Malaca a naufragar. Sobre este infausto, o próprio Linschoten referiu, posteriormente, no seu Itinerario:
"Neste naufrágio da nau de Malaca perderam-se muitas valiosas mercadorias, pois era a mais rica de todas as naus, e trazia da China, das Molucas e de outras ilhas muitas preciosidades, tais como sedas, damascos, objetos de ouro e de prata, porcelanas e outras coisas de valor, cujos fardos andava à tona de água e vinham dar à costa, recolhendo-se ainda alguns, bem como alguma quantidade de pimenta, cravo e noz moscada (…). Estes despojos foram levados para a Alfândega, que é o lugar dos impostos, a fim de que não deixassem de pagar a sua taxa, não havendo consideração pela condição miserável daqueles que, depois de fadigas incríveis e da miséria extrema da viagem de três anos, tinham sofrido uma tão grande perda com o naufrágio desta nau." (Itinerário)
Por força deste acidente, Linschoten permaneceu por dois anos na cidade de Angra para contabilizar as riquezas recuperadas no galeão naufragado. Nesse período percorreu a ilha, tanto por terra quanto por mar, tendo registado as suas impressões em livro anos mais tarde, acompanhadas por dois mapas detalhados: um de Goa e outro de Angra. Este último é considerado uma das mais antigas representações da cidade.
De regresso aos Países Baixos em 1592, com a ajuda de Cornelis Claesz, um editor de Amesterdão especializado em literatura náutica e de viagens, Linschoten publicou um primeiro relato da sua viagem, a que deu o título de "Reys-gheschrift vande navigatien der Portugaloysers in Orienten" ("Relato de uma viagem pelas navegações dos portugueses no Oriente"), que saiu do prelo em 1595 a tempo para a primeira viagem Holandesa de Cornelis de Houtman. A obra contém cartas e indicações sobre como navegar entre Portugal e as Índias Orientais, e ainda entre a Índia, a China e o Japão.
Em 1594 tomou parte na expedição de Willem Barents aos mares do norte à procura de uma passagem para o Oriente através do Árctico (Passagem do Noroeste), navegando a bordo do navio de Cornelis Nay pelos mares da Noruega e da Carélia (atual Mar de Barents em homenagem ao comandante da expedição).
No ano seguinte (1595), voltou a participar na segunda expedição de Barents ao Oceano Árctico.

## Publicações, difusão e influência
Jan Huyghen publicou três outras obras:
- "Beschryvinghe van de gantsche custe van Guinea, Manicongo, Angola ende tegen over de Cabo de S. Augustijn in Brasilien, de eyghenschappen des gheheelen Oceanische Zees" ("Descrição de toda a costa da Guiné, Manicongo e Angola e da travessia para o Cabo de Santo Agostinho no Brasil, com as características de todo o Oceano Atlântico") em 1597;
- "Itinerario: Voyage ofte schipvaert van Jan Huyghen van Linschoten naer Oost ofte Portugaels Indien, 1579-1592" ("Descrição da viagem do navegante Jan Huyghen van Linschoten às Índias Orientais portuguesas") em 1596; e
- "Voyagie, ofte schip-vaert, van Ian Huyghen van Linschoten, van by Noorden om langes Noorvvegen de Noortcape, Laplant, Vinlant, Ruslandt, de VVite Zee, de custen van candenoes, Svvetenoes, Pitzora…" ("Viagem do navegante Ian Huyghen van Linschoten pelo Norte ao longo da Noruega até ao Cabo do Norte, Lapónia, Carélia, Rússia, Mar Branco, …") em 1601.

Para além de mapas dos diversos locais por onde viajou, Linschoten também deixou conselhos, entre eles a forma de ultrapassar o controlo que os portugueses mantinham no estreito de Malaca, sugerindo como alternativa a passagem pelo sul de Sumatra através do estreito de Sunda, percurso que de facto veio a ser a principal via de penetração neerlandesa no sueste asiático e que esteve na origem da sua colonização dos territórios que hoje constituem a Indonésia.
O Itinerario tornou-se rapidamente uma espécie de Enciclopédia Holandesa do Império Português segundo o Benjamin Schmidt. Estima-se que entre 10 000 e 15 000 cópias das várias traduções circulavam no século XVII. Este livro continha informação comercial preciosa, descrevendo não só os produtos comercializados (pimenta e canela por exemplo) mas também os sítios de produção e os melhores sítios para os comprar e vender bem como os preços praticados com equivalência entre moeda portuguesa e holandesa. Um conselheiro da rainha Isabel I de Inglaterra, Richard Hakluyt, mandou logo traduzir o Itinerario em inglês, sendo publicado em 1598 como Discours of the voyages into East and West Indies pelo John Wolfe. Por isso, este livro é tido como catalisador na criação das Companhias das Índias Orientais Britânica (EIC em 1600) e Holandesa (VOC em 1602).
Faleceu já considerado como uma celebridade pela sua obra e num momento em que, face à perda de influência portuguesa resultante da incorporação da coroa de Portugal na monarquia castelhana durante a Dinastia Filipina (1580-1640), oportunidades para uma presença neerlandesa nas Índias Orientais começavam a surgir.
Em honra de Jan Huygen foi fundada em Amesterdão, no ano de 1908, uma associação denominada Sociedade Linschoten ("Linschoten-Vereeniging"), tendo como objectivo a publicação de obras neerlandesas raras ou inéditas de literatura de viagens, descrições geográficas ou itineraria. A sociedade está associada ao Museu Naval de Amsterdão (Nederlands Scheepvaartmuseum Amsterdam), local onde mantém a sua sede. Também a instituição financeira holandesa ABN AMRO atribui anualmente o "Prémio Jan Huygen van Linschoten" ("Jan Huygen van Linschoten Prijs") para premiar o empresário neerlandês que se destaque no comércio internacional.
O Itinerario é uma das obras incluídas na colectânea iniciada por Théodore de Bry em Frankfurt-am-Main sob o título Collectiones peregrinationum in Indiam Orientalem et Indiam Occidentalem... e continuada pelos seus filhos Johan Theodoor e Johan Israël e por Matthäus Merian. A obra constitui a parte VIII da colectânea, a qual para além da versão em latim, foi publicada nas línguas inglesa, alemã e francesa, atingindo um vasto pública na Europa.
A partir da versão em latim do «Itinerario» foi publicada uma tradução parcial em língua portuguesa, restrita aos capítulos referentes à passagem pelos Açores, da autoria de José de Torres, incluída no periódico O Panorama (1856/1857, 3.ª série) sob o título "Memorias Historicas (1589-1592)".
Uma tradução mais alargada, da autoria de José Agostinho, foi feita em 1922 sobre a tradução francesa, edição de 1619, da obra de Linschoten. Há também uma tradução parcial de José de Torres publicada na Revista dos Açores de 1854. A gravura referente a Angra foi publicada na revista Os Açores, n.º 3, de setembro de 1922.
A primeira edição em língua portuguesa da versão integral da sua obra «Itinerario: Voyage ofte schipvaert van Jan Huyghen van Linschoten naer Oost ofte Portugaels Indien, 1579-1592» foi publicada por iniciativa da Comissão Nacional para as Comemorações dos Descobrimentos Portugueses no ano de 1997.

## Obras publicadas

### Ediçõesprinceps
- Van Linschoten, Jan Huygen, Reys-gheschrift vande navigatien der Portugaloysers in Orienten Cornelis Claesz., Amsterdam (1595) Volledige weergave via Google Books
- Van Linschoten, Jan Huygen, Itinerario, Voyage ofte schipvaert van Jan Huyghen van Linschoten naer Oost ofte Portugaels Indien, 1579-1592 Cornelis Claesz., Amsterdam (1596) Volledige weergave via Google Books
- Van Linschoten, Jan Huygen, Beschrijvinge vande gantsche custe van Guinea, Manicongo, Angola, Monomotapa eñ tegen over de Cabo de S. Augustijn in Brasilien. Cornelis Claesz., Amsterdam (1596)
- Van Linschoten, Jan Huygen, Voyagie, ofte schip-vaert, van Ian Huyghen van Linschoten, van by Noorden om langes Noorvvegen de Noortcaep, Laplant, Vinlant, Ruslandt, de VVitte Zee, de custen van candenoes, Svvetenoes, Pitzora ...: VVaer inne seer distinctelicken verbaels-ghewijse beschreven ende aenghewesen wordt, alle t'ghene dat hem op de selve reyse van dach tot dach bejeghent en voorghecomen is ... Anno 1594. en[de] 1595
- Van Linschoten, Jan Huygen, Een t’samen-sprekinghe, daer besonderlicken in gehandelt worden de dingen die geschiet zijn in Roomen t’iaer van 1527. Ter eeren Godts ende d’algemeene welvaert vande Christelijcke Gemeente / Eerst in spaens ghedruckt binnen Parijs t’iaer 86. ende als nu overgeset wtten Spaensche in onse Nederduijtsche tale door Ian Huyghen van Linschoten. Tot Enchvysen. By Jacob Lenertsz. Meyn / Boeckvercooper / woonende op den hoeck van de Kerck brugge / in t Schrijfboeck. Anno 1599.[19]

### Tradução portuguesa
- Jan Huygen van Linschoten, Itinerário, viagem ou navegação para as Índias Orientais ou Portuguesas (edição de Arie Pos e Rui Manuel Loureiro). Lisboa : Comissão Nacional para as Comemorações dos Descobrimentos Portugueses, 1997.